# Corrie van Gorp
Cornelia Elizabeth (Corrie) van Gorp (Rotterdam, 30 juni 1942 – aldaar, 22 november 2020) was een Nederlands actrice en zangeres.

## Loopbaan
Corrie van Gorp was een dochter van Piet van Gorp, die deel uitmaakte van het accordeontrio The Three Jacksons. 
Van Gorp kwam in 1958 als danseres bij het Amsterdams Ballet en drie jaar later Het Nationale Ballet. Ze kreeg in 1969 een rolletje in de door Wim Sonneveld geproduceerde musical De kleine parade. Ze werd begin jaren zeventig landelijk bekend toen ze samen met Willem Nijholt optrad in twee theatershows van Sonneveld. In 1975 speelde Van Gorp een van de hoofdrollen in de musical Een kannibaal als jij en ik van Freek de Jonge en Bram Vermeulen. 
Hetzelfde jaar was zij voor het eerst te zien in een revue van André van Duin. Samen met Frans van Dusschoten vormden zij jarenlang een populair revuegezelschap. Twee bekende typetjes die Van Duin en Van Gorp samen vertolkten, waren Meneer en mevrouw de Bok. Van Duin bezorgde Van Gorp ook een aantal carnavalhits en filmrollen. Haar grootste succesnummers waren onder meer Zo slank zijn als je dochter (1977), Alie van de wegenwacht (1980), Ik ben tamboer (1981) en Hallo Hallo (1985). Tol Hansse en Clous van Mechelen maakten met haar de elpee Corrie van Gorp (1978), met daarop onder andere de single Een Hollandse boerenmeid.
In 1987 trok Van Gorp zich uit het theater terug wegens oververmoeidheid. Daarna woonde ze jarenlang op Aruba. Ook heeft ze in de jaren tachtig in Noordwijk, Zuid-Holland, gewoond. Later woonde zij in Rotterdam.
Grote theatershows deed ze na 1987 niet meer.
Haar (geplande) laatste optreden verzorgde zij op 24 september 2007 in Exloo, samen met Van Duin, Lee Towers en Ron Brandsteder en onder begeleiding van het orkest van trompettist Jerry Steyger.
In 2009 was Van Gorp weer te zien op televisie als mevrouw De Bok, in de wekelijkse Dik Voormekaar Show van Van Duin en Ferry de Groot. Later dat jaar waren Van Duin en Van Gorp, als meneer en mevrouw De Bok, ook te zien op de jaarlijkse Draaiorgeldag in Amsterdam en in een programma ter ere van de 80e verjaardag van Mies Bouwman.
Van Gorp overleed op 22 november 2020 op 78-jarige leeftijd in haar slaap.
De uitvaart begon vanaf haar podium in het Oude Luxor in een witte kist. 

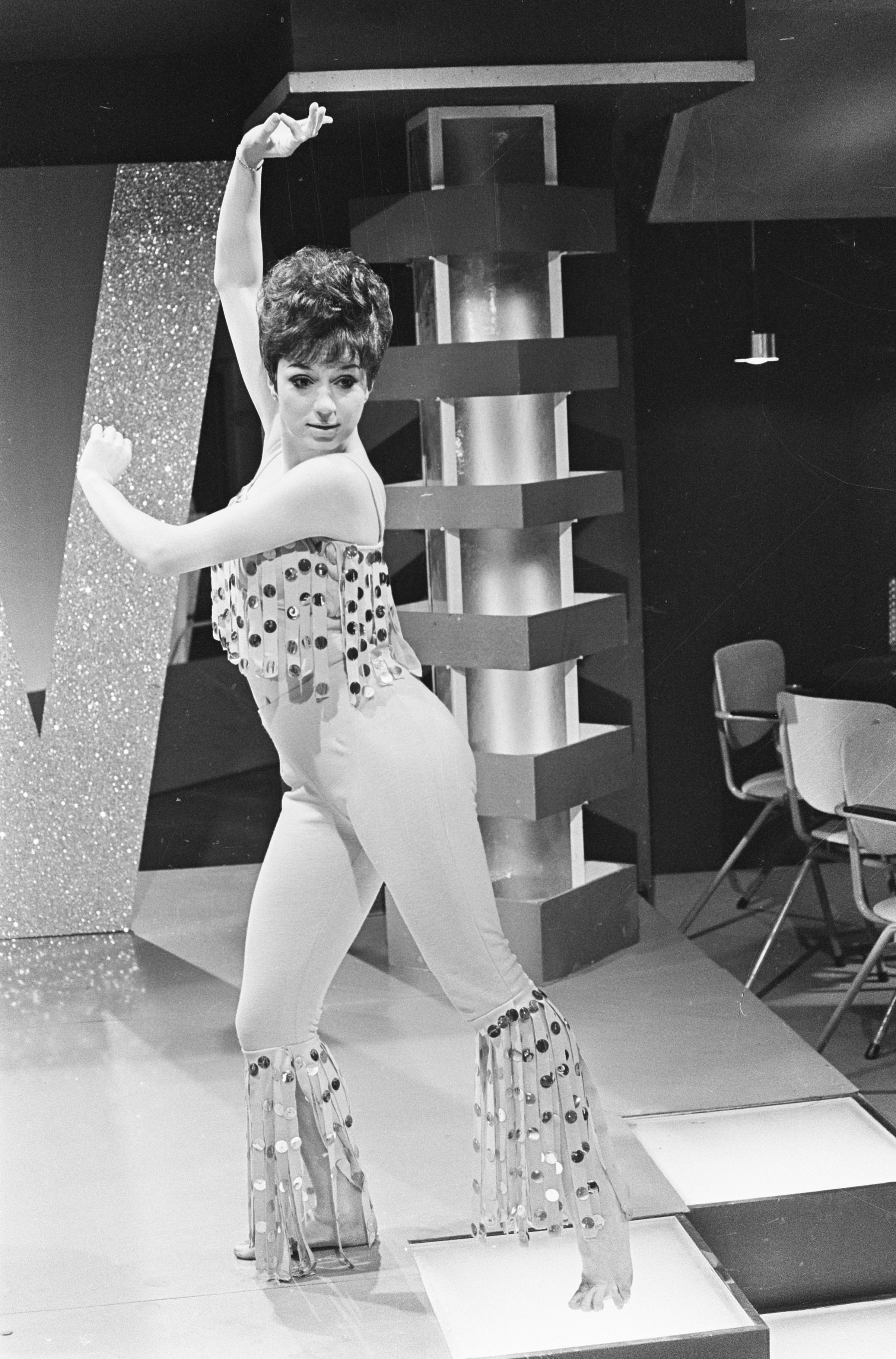
Corrie van Gorp (1967)
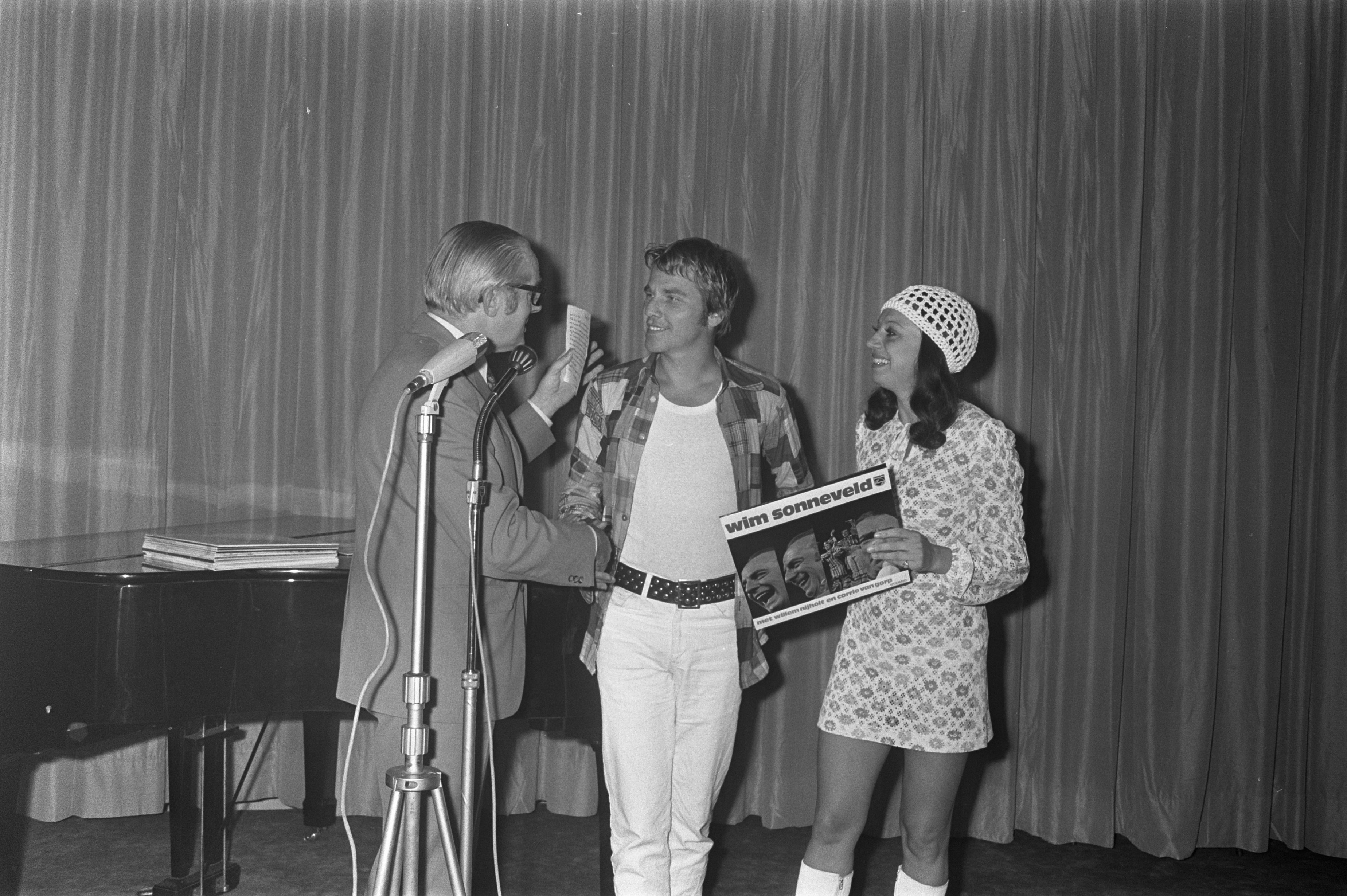
Met Willem Nijholt (1971)
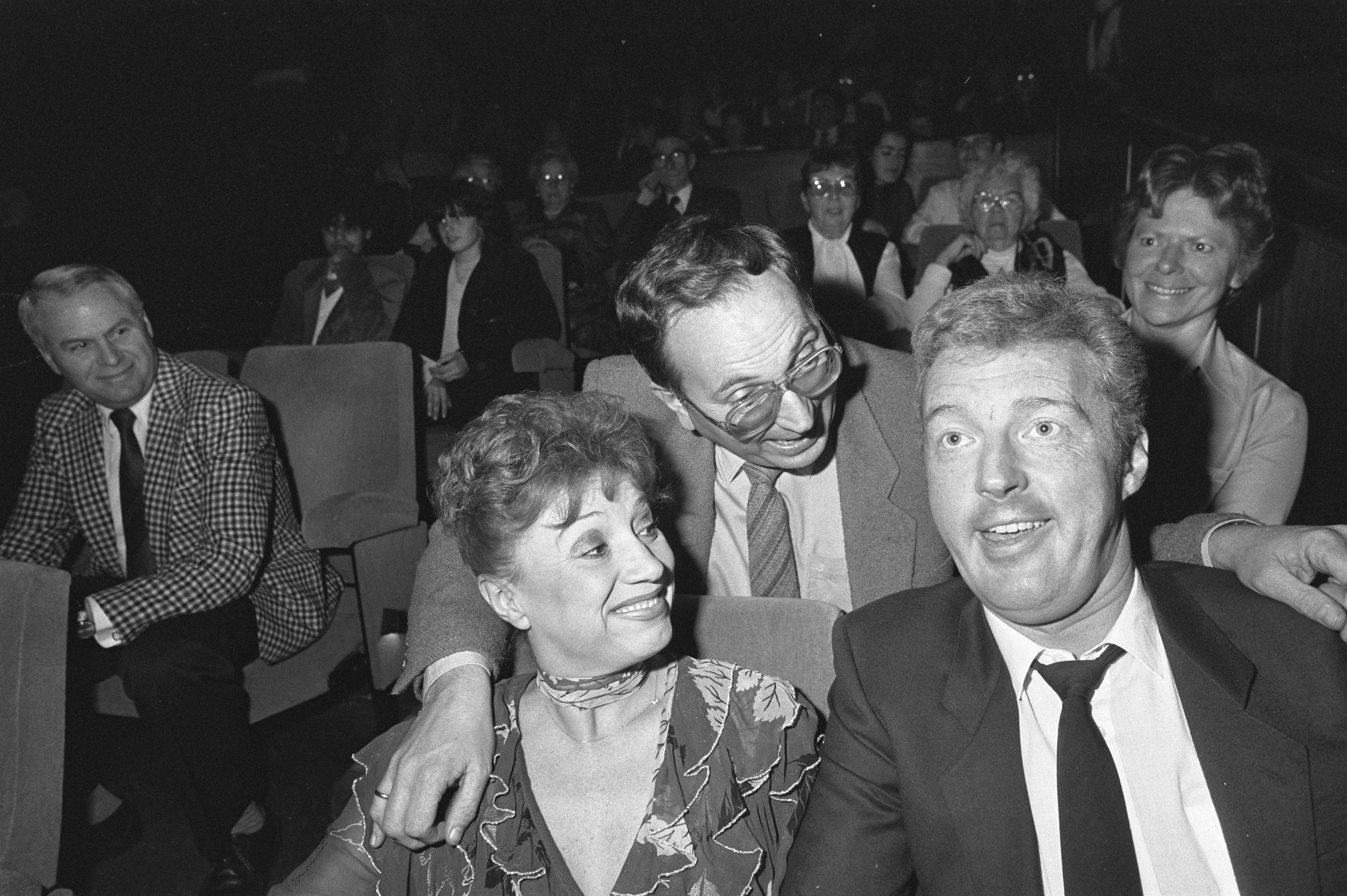
Met André van Duin en Frans van Dusschoten bij de première van Ik ben Joep Meloen (1981)

## Filmografie
- De boezemvriend, als Madame Tilly (1982)
- Boem-Boem, als Barones Stoutenbeek tot Voorst (1982)
- Ik ben Joep Meloen, als het verlegen meisje Dorien (1981)